# Rhynchospora breviuscula
Rhynchospora breviuscula är en halvgräsart som beskrevs av Hans Heinrich Pfeiffer. Rhynchospora breviuscula ingår i släktet småag, och familjen halvgräs. Inga underarter finns listade i Catalogue of Life.